# Sibiu (grad)
Sibiu (nje.: Hermannstadt, mađ.: Nagyszeben, srp.: Сибињ) je grad u središnjem dijelu Rumunjske i glavni grad županije Sibiu. Sibiu je jedan od najvažnijih kulturnih i religijskih centara Rumunjske, te je 2007. zajedno s Luxembourgom proglašen Europskom prijestolnicom kulture.

## Povijest
Sibiu (Hermannstadt) su 1190. osnovali njemački doseljenici koji su došli u ondašnju Transilvaniju s ciljem razvoja rudarstva, obrta i trgovine. Do 14. st. je postao značajan trgovački centar i jedan od 7 njemačkih gradova u Transilvaniji (Sedmogradskoj, Siebenbürgen). Sibiu je imao prvu školu i ljekarnu u tadašnjoj Kraljevini Ugarskoj koje je uključivalo Transilvaniju. Sibiu je bio i politički centar transilvanskih Nijemaca u kojem je djelovao Universitas Saxorum (vrsta parlamenta u kojem su organizirani transilvanski Nijemci).
U 18. st. se doseljavaju Rumunji i Sibiu postaje jedan od najvažnijih rumunjskih središta u Transilvaniji. Sibiu postaje središte metropolije i jedan od najvažnijih središta Rumunjske pravoslavne crkve. Između 1692 i 1790 je Sibiu bio glavni grad Transilvanije koja je dio Habsburške monarhije, a od 1867. Austro-ugarske. 1896. je u Sibiuu prvi put upotrebljena električna energija na prostoru Austro-ugarske. Sibiu je 1904. bio drugi grad u Europi koji je uveo električni trolejbus.
Nakon 1. svj. rata Sibiu postaje dio Rumunjske. Nijemci se iseljavaju, a doseljavaju Rumunji, ali je ipak Sibiu zadržao više njemačkog stanovništva nego ostali rumunjski gradovi (Nijemci su činili većinu sve do 1941). Mnogo Nijemaca je iselilo nakon 1990. zbog gospodarskih razloga. Sibiu je 1989. bio jedan od prvih rumunjskih gradova koji je srušio komunističku vlast.

## Zemljopis
Sibiu je smješten u blizini geografskog središta Rumunjske. Nalazi se u dolini Cibin u Karpatima. Okružen je planinama Făgăraş, Cibin i Lotrului koje su dio planinskog lanca Karpata. Kroz grad prolazi rijeka Cibin koja se ulijeva u Olt. Grad se nalazi ispod karpatskog prijevoja kojim prolazi jedna od najznačajnijih prometnih veza Transilvanije s južnom Rumunjskom.

## Znamenitosti
Središte grada je jedan od najočuvanijih i najposjećenijih rumunjskih starih gradova. Pokrenut je postupak da se upiše na listu kulturne baštine UNESCO-a. Postoji mnogo muzeja (najpoznatiji je Brukenthalov smješten u baroknoj palači). Postoji i mnogo protestantskih, katoličkih i pravoslavnih crkava. Značajna je luteranska katedrala u gotičkom stilu.

## Gradovi prijatelji
- Bauru, Brazil
- Columbia, Missouri SAD
- Deventer, Nizozemska
- Klagenfurt, Austrija
- Landshut, Njemačka
- Marburg, Njemačka
- Mechelen, Belgija
- Rennes, Francuska
- Valencia, Venezuela, Venezuela
- Wirral, Velika Britanija

## Vanjske poveznice
- Službena stranica grada

### Ostali projekti
|  | Zajednički poslužitelj ima još gradiva o temi Sibiu |